# Bas-Boris Bode
Bas-Boris Bode is een Duitse jeugdserie uit 1985. In Duitsland ook bekend met de ondertitel Der Junge, den es zweimal gab. In Nederland werd de serie uitgezonden door de AVRO. Van de serie verschenen een boek en dvd's.

## Het verhaal
Bas-Boris Bode is zoon van een Nederlandse vader en een Duitse moeder. Hij speelt ijshockey en gaat met zijn team naar Amsterdam. Daar loopt hij een dubbelganger tegen het lijf en komen er herinneringen van vroeger boven. Is hij wel wie hij denkt dat hij is? Dan verdwijnt er een kostbare schilderijenverzameling...

## Cast
| Acteur           | Personage        | Opmerkingen |
| ---------------- | ---------------- | ----------- |
| Mikael Martin    | Bas-Boris Bode   | hoofdrol    |
| Franz Buchrieser | Rutger Bode      |             |
| Diana Körner     | Annette Bode     |             |
| Oscar Geitenbeek | Jaap             |             |
| Ton Kuyl         | Frans van Gulden |             |
| Anne Buurma      | Leo van Gulden   |             |
| Gerhart Lippert  | Trainer          |             |